# The Monty Python Matching Tie and Handkerchief
Albums de Monty Python
Monty Python's Previous Record Monty Python Live at Drury Lane
The Monty Python Matching Tie and Handkerchief est le quatrième album du groupe anglais d'humour, les Monty Python.

## Liste des pistes
| 1.    | Election Forum                                                                    | 0:44 |
| 2.    | Dead Bishops / Rats                                                               | 2:22 |
| 3.    | Elephantplasty                                                                    | 1:56 |
| 4.    | Novel Writing                                                                     | 2:33 |
| 5.    | Word Association                                                                  | 1:16 |
| 6.    | Bruce's Sketch                                                                    | 2:09 |
| 7.    | Bruce's Song                                                                      | 0:52 |
| 8.    | Ralph Mellish                                                                     | 2:33 |
| 9.    | Doctor Quote                                                                      | 1:28 |
| 10.   | Cheese Emporium                                                                   | 4:04 |
| 11.   | Wasp / Tiger Club                                                                 | 1:19 |
| 12.   | Raspberry                                                                         | 0:11 |
| 13.   | Great Actors                                                                      | 2:23 |
| 14.   | Background to History                                                             | 3:52 |
| 15.   | Record Shop                                                                       | 0:24 |
| 16.   | First World War / Boxing Tonight                                                  | 4:37 |
| 17.   | Mrs Niggerbaiter                                                                  | 1:04 |
| 18.   | Oscar Wilde                                                                       | 3:22 |
| 19.   | Pet Shop                                                                          | 1:22 |
| 20.   | Phone In                                                                          | 2:37 |
| 21.   | Psychopath                                                                        | 1:54 |
| 22.   | TelePrompTer Football Results                                                     | 3:11 |
| 23.   | Radio Tuning Radio 4: Announcer Graham Chapman / Radio Tule Announcer Terry Jones | 0:30 |
| 24.   | Radio Shop                                                                        | 6:05 |
| 41:11 |                                                                                   |      |

## Distribution
- Graham Chapman
- John Cleese
- Terry Gilliam
- Eric Idle
- Terry Jones
- Michael Palin
- Carol Cleveland
- Neil Innes

## Crédits musicaux
- All Things Bright and Beautiful de Cecil Frances Alexander et William Henry Monk
- Saturday's Game de Len Stevens
- Bruces Song d'Eric Idle
- Voodoo Victim de Gilbert Vinter
- Terror by Night de Hubert Clifford
- Crowning Glory de Keith Papworth
- Place Omadia de Mímis Pléssas
- Days Work de Mike McNaught
- Sir Thomas Mortimer's Almand de Gleen Walters
- Oxon Song 1-3 de Neil Innes
- Funk Roll d'André Jacquemin et Dave Howman
- Trench Music d'Eric Idle